# Kamo (Niigata)
Kamo (japonsky:加茂市 Kamo-ši) je japonské město v prefektuře Niigata na ostrově Honšú. Žije zde téměř 30 tisíc obyvatel. Město se stává dějištěm několika festivalů a je označováno jako Malé Kjóto pro svoji zachovanou architekturu.

## Rodáci
- Kanako Higuči (* 1958) – japonská filmová herečka
- Nobuo Kawaguči (* 1975) – japonský fotbalista

## Partnerská města
- C'-po, Čína (21. říjen 1993)
- Komsomolsk na Amuru, Rusko